# Studená Voda (Božanov)
Studená Voda (německy Kaltwasser) je osada na česko-polské státní hranici, část obce Božanov v okrese Náchod. Nachází se asi 2 km na jih od Božanova. V roce 2012 zde bylo evidováno 8 adres. V roce 2001 zde trvale nežil žádný obyvatel.
Studená Voda leží v katastrálním území Božanov o výměře 19,2 km2.